# Браленцин
Браленцин (пол. Bralęcin, нім. Brallentin) — село в Польщі, у гміні Долиці Старгардського повіту Західнопоморського воєводства.
Населення — 324 особи (2011).
У 1975-1998 роках село належало до Щецинського воєводства.

## Демографія
Демографічна структура станом на 31 березня 2011 року:
|          | Загалом | Допрацездатний вік | Працездатний вік | Постпрацездатний вік |
| -------- | ------- | ------------------ | ---------------- | -------------------- |
| Чоловіки | 170     | 47                 | 114              | 9                    |
| Жінки    | 154     | 42                 | 95               | 17                   |
| Разом    | 324     | 89                 | 209              | 26                   |